# Флаг Ивановского
Флаг внутригородского муниципального образования муниципальный округ Ива́новское в Восточном административном округе города Москвы Российской Федерации.
Первоначально данный флаг был утверждён 13 июля 2001 года распоряжением префекта Восточного административного округа № 531-В-РП как флаг района Ивановское.
В ходе муниципальной реформы данный флаг был утверждён флагом муниципального образования Ивановское.
Законом города Москвы от 11 апреля 2012 года № 11, муниципальное образование Ивановское было преобразовано в муниципальный округ Ивановское.
Решением Совета депутатов муниципального округа Ивановское от 12 января 2016 года № 60/3, данный флаг был утверждён флагом муниципального округа Ивановское.
20 февраля 2016 года, на заседании Геральдического совета при Президенте Российской Федерации, флаг муниципального округа Ивановское был внесён в Государственный геральдический регистр Российской Федерации с присвоением регистрационного номера .

## Описание
13 июля 2001 года, распоряжением префекта Восточного административного округа № 531-В-РП, был утверждён флаг района Ивановское. Описание флага гласило:

Флаг района Ивановское представляет собой голубое прямоугольное полотнище с соотношением сторон как 2:3.
В центре полотнища изображение белого голубя, обрамленного жёлтыми лучами. Габаритные размеры изображения составляют 5/8 ширины полотнища, центр изображения расположен на таком же расстоянии от нижнего края полотнища.
В нижних углах полотнища — изображения жёлтых дубовых ветвей с желудями, габаритные размеры которых составляют 1/2 ширины и 7/24 длины полотнища соответственно.

9 марта 2004 года, решением муниципального Собрания № 01-03/6МС, данный флаг был утверждён флагом муниципального образования Ивановское. В рисунке и описании флага были незначительно изменены пропорции фигур:

Флаг муниципального образования Ивановское представляет собой двустороннее, прямоугольное полотнище с соотношением сторон 2:3.
В голубом полотнище флага помещено изображение белого, взлетающего голубя, обрамленного 18 длинными и 18 короткими жёлтыми лучами. Габаритные размеры изображения составляют 3/8 длины и 9/16 ширины полотнища. Изображение равноудалено от боковых краёв полотнища и на 1/8 ширины полотнища смещено к верхнему краю полотнища.
В нижних углах полотнища помещены изображения жёлтых дубовых листьев с желудями. Габаритные размеры каждого изображения составляют 1/4 длины и 3/8 ширины полотнища. Центр каждого изображения находится на расстоянии 7/24 длины полотнища от боковых краёв полотнища, и на расстоянии 1/4 ширины полотнища от нижнего края полотнища.

12 января 2016 года, решением муниципального Собрания № 96/3, данный флаг был утверждён флагом муниципального округа Ивановское. В рисунке флага были незначительно изменены пропорции фигур:

Прямоугольное двухстороннее полотнище голубого цвета с отношением ширины к длине 2:3, на котором изображены фигуры герба муниципального округа Ивановское: летящий к древку в золотом сиянии белый голубь, сопровождённый внизу двумя жёлтыми дубовыми ветвями.

## Обоснование символики
Серебряный голубь в золотых лучах, как геральдический символ Святого Духа, символизирует находящуюся на территории муниципального образования церковь Рождества Иоанна Предтечи, существовавшую ещё с XVI века в селе Ивановское. Вероятно, название села произошло от имени храма.
Две золотые дубовые ветви символизируют расположенный в муниципальном образовании редкостный дубовый лес — Терлецкую дубраву. Своим названием дубрава обязана последнему владельцу здешних мест, отставному генералу русской армии А. И. Торлецкому.